# Panamao
Panamao est une localité de la province de Sulu, aux Philippines. En 2015, elle compte 40 998 habitants.